# Dvorany nad Nitrou
Dvorany nad Nitrou é um município da Eslováquia, situado no distrito de Topoľčany, na região de Nitra. Tem 4,52 km² de área e sua população em 2018 foi estimada em 785 habitantes.

## Demografia
| Ano:        | 1994 | 2004    | 2014   | 2024   |
| ----------- | ---- | ------- | ------ | ------ |
| Broj ljudi: | 683  | 775     | 761    | 814    |
| Razlika:    |      | +13,46% | -1,80% | +6,96% |

| Ano:               | 2023 | 2024   |
| ------------------ | ---- | ------ |
| Número de pessoas: | 810  | 814    |
| Diferença:         |      | +0,49% |